# Programa Cruzeiro do Sul

Comparação das cinco versões do VLS previstos no Programa Cruzeiro do Sul

O Programa Cruzeiro do Sul é um projeto que inicialmente previa a construção de cinco variantes de foguetes lançadores de satélites no âmbito do programa espacial brasileiro. O programa será conduzido conjuntamente pelo Comando-Geral de Tecnologia Aeroespacial e pela Agência Espacial Brasileira, em parceria com a Rússia. Porém, atualmente o projeto encontra-se praticamente congelado.

## História
O Programa Espacial Brasileiro visa dotar o país com meios próprios de acesso ao espaço e construção de satélites, além das infraestruturas necessárias. No campo dos satélites foram lançados os SCD 1 e 2 e Cbers (1, 2 e 2b, em parceria com a China), com mais duas unidades em construção. Esses satélites foram lançados em veículos estrangeiros. No campo dos foguetes, o Brasil teve sucesso com a série Sonda, porém ao tentar construir seu lançador orbital, o VLS-1, este falhou em dois testes de voo. Seu terceiro protótipo, o VLS-1 V03, explodiu dias antes do lançamento, na plataforma, matando 21 engenheiros do CTA, em 2003. Desde então nenhum outro protótipo foi lançado.
Em 2005 a Agência Espacial Brasileira anunciou o Programa Cruzeiro do Sul.[carece de fontes?] O objetivo é desenvolver as tecnologias necessárias para lançadores de grande porte de forma gradual, partindo dos motores de combustível sólido, já dominados pelos engenheiros brasileiros, para motores de combustível líquido, que serão baseados em design russo.

## Lançadores

### VLS Alfa
O VLS Alfa seria o primeiro foguete a ser desenvolvido no âmbito da proposta do Programa Cruzeiro do Sul. Sendo uma modificação direta do projeto original do VLS-1, porém substituiria seus quarto e quinto estágios por um único motor de combustível líquido, com 7.500 quilogramas de empuxo, alimentados por querosene e oxigênio líquidos. Poderia lançar cargas na faixa de 200 a 400 quilogramas em órbitas de até 750 quilômetros de altitude.

### VLS Beta
Seria uma variante do foguete VLS, proposto pelo Programa Cruzeiro do Sul, constituído de três estágios, sem propulsores auxiliares. O primeiro estágio seria um propulsor de combustível sólido de 40 toneladas, o segundo teria um motor de 30 toneladas de empuxo e o último teria 7,5 toneladas de empuxo, com a mesma mistura "Kerolox". Ele teria capacidade para lançar satélites de até 800 quilogramas em órbita terrestre baixa de até 800 quilômetros de altitude e estava previsto para fazer seu voo inaugural em 2020, porém foi cancelado.

### VLS Gama
Esta lançador seria uma variante baseada no VLS Beta, constituído de apenas dois estágios, ambos de combustível líquido. O primeiro teria empuxo de 150 toneladas e o segundo usaria o mesmo motor do estágio superior do VLS Beta, com quantidades maiores de combustível. O mesmo seria destinado a missões de cargas úteis de cerca de mil quilogramas em órbitas heliossíncronas e polares de até 800 quilômetros de altitude. Ele seria um veículo de lançamento intermediário ficando entre os veículos de menor e dos de maior porte que constituiriam a família do Programa Cruzeiro do Sul.

### VLS Delta
Esta lançador seria uma variante baseada no VLS Gama que utilizaria a configuração dele, mas com a adição de um par de propulsores auxiliares de combustível líquido, com 40 toneladas cada. Seria o primeiro passo em direção ao lançamento de satélites em órbitas geoestacionárias, com capacidade de lançamento para cargas de cerca de dois mil quilogramas em órbitas de transferência geoestacionária.

### VLS Epsilon
Último dos foguetes do programa, seria uma variante do VLS Delta com propulsores auxiliares de combustível líquido, derivados diretamente de seu motor do primeiro estágio. Ele seria voltado para missões geoestacionárias, com capacidade de lançamento para cargas úteis de grande porte, com cerca de quatro mil quilogramas em órbita de transferência geoestacionária.